# Liste der Monuments historiques in Aboncourt (Moselle)
Die Liste der Monuments historiques in Aboncourt führt die Monuments historiques in der französischen Gemeinde Aboncourt auf.

## Liste der Objekte
| Bezeichnung                | Beschreibung                          | Standort                    | Kennzeichnung | Schutzstatus | Datum | Bild |
| -------------------------- | ------------------------------------- | --------------------------- | ------------- | ------------ | ----- | ---- |
| Skulptur Heilige Elisabeth | Holz, farbig gefasst, 15. Jahrhundert | in der Kirche St-Luc (Lage) | PM57000001    | Classé       | 1984  |      |